# Carl Skottsberg

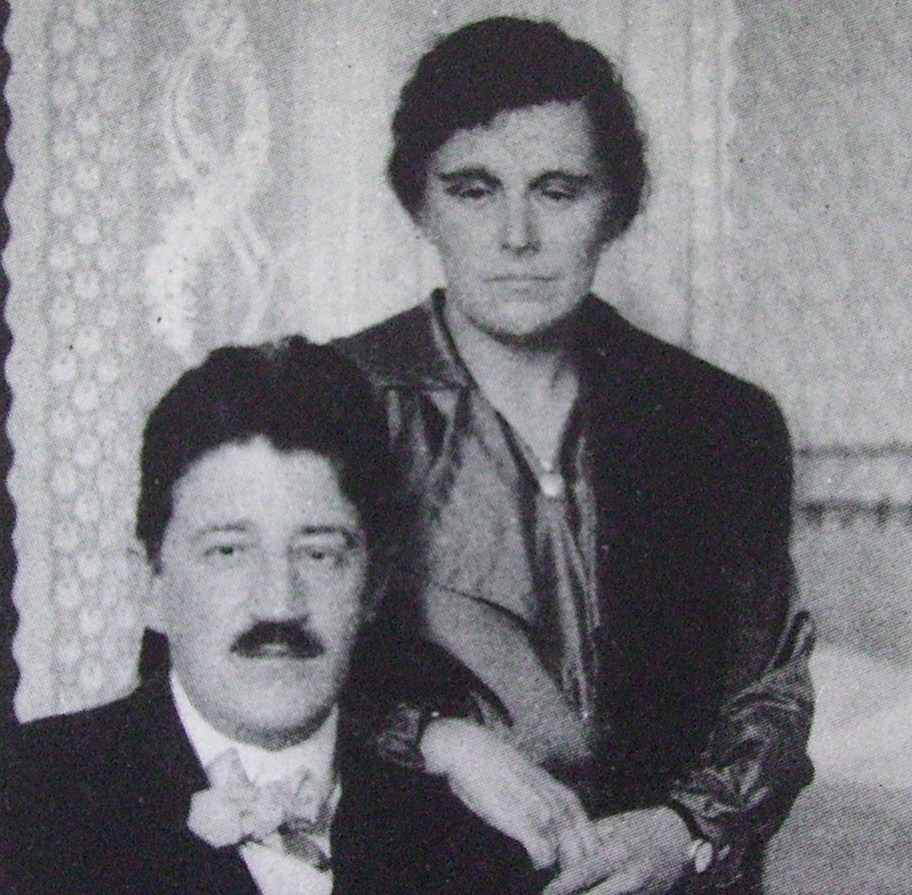
Carl Skottsberg

Carl Skottsberg (ur. 1 grudnia 1880 w Karlshamn, zm. 14 czerwca 1963 w Göteborgu), szwedzki botanik, badacz Antarktydy.
Od 1898 studiował botanikę na Uniwersytecie w Uppsali, gdzie w 1907 uzyskał tytuł doktora, a w 1949 profesora. W latach 1901–1903 brał udział w ekspedycji na Antarktydę, a w latach 1907-1909 odbył podróż badawczą do Ameryki Środkowej. W 1922, 1926, 1938, 1948 prowadził badania na Hawajach.
W Szwecji współtworzył Ogród Botaniczny w Göteborgu, będąc w latach 1919–1949 jego dyrektorem.
Był m.in. członkiem Królewskiej Szwedzkiej Akademii Nauk, w 1950 został członkiem londyńskiej Royal Society.